# Can Xifreda (Riells del Fai)
Can Xifreda és una masia del poble de Riells del Fai, en el terme municipal de Bigues i Riells, al Vallès Oriental.
Està situada a l'extrem sud-occidental del territori de Riells del Fai, a prop dels Saulons d'en Déu. És al vessant sud-oriental del Turó d'en Xifreda i al sud-occidental del Turó d'en Rossic, a l'esquerra del Xaragall de les Alzines i a ponent de Can Garriga del Solell.